# Mark Adler (homme politique)
Pour les articles homonymes, voir Mark Adler (homonymie) et Adler.
Mark Adler (né le 17 mars 1962) est un homme politique canadien. Il est élu député de la circonscription électorale torontoise de York-Centre à la Chambre des communes du Canada lors de l'élection fédérale du 2 mai 2011, défaisant le député libéral sortant Ken Dryden. Lors des élections générales de 2015, il a été défait par Michael Levitt du Parti libéral du Canada.